# Zgodovina Pariza
Zgodovina Pariza se prične že v 4. tisočletju pred našim štetjem, saj so na področju mesta odkrili materialne zgodovinske vire iz tega obdobja.

## Antični Pariz
O prvih prebivalcih Pariza iz 4. tisočletja pred našim štetjem je ohranjenih premalo podatkov, da bi lahko naredili rekonstrukcijo takratnega življenja na področju današnjega Pariza.
Prva znana stalna naselbina pa je bila uvrščena v čas okoli 250 pr. n. št., ko je keltsko pleme Parizi (latinsko Parisii) tu ustanovilo Lutecijo, ribiško vas na otoku Sene (današnji Île de la Cité). Prvi zapis te naselbine je podal Julij Cezar v svojih Galskih vojnah.
V času galskih vojn je bila Lutecija pomembna naselbina, saj je imela strateški položaj na reki. Tako je nadzirala rečni promet v obe smeri in samo prečkanje reke. V galskem uporu leta 52 pr. n. št. je sodelovalo tudi 8000 Galcev iz Lutecije. Upor je bil zadušen in Rimljani so zasedli Lutecijo.
Pod njihovo vladavino je bilo mesto romanizirano in občutno povečano. V 3. stoletju so prebivalci sprejeli krščanstvo in dobili tudi prvega škofa, svetega Denisa (okoli leta 250 je izbruhnil upor proti pokristjanjevanju, v katerem so bili sveti Denis in še dva njegova sodelavca obglavljena na današnjem Montmartru).
Leta 212 je bila Lutecija preimenovana v Paris po lokalnem plemenu. V 3. in 4. stoletju je bilo mesto prizorišče več spopadov, civilnih uporov in napadov barbarov. Posledično so zgradili mestno obzidje.
V 5. stoletju je rimska uprava propadla in pokrajino so napadli Huni pod vodstvom Atile. Samemu Parizu je bilo po legendi prizaneseno, saj je sveta Genevieve z molitvami odvrnila Atilo, da je napadel proti jugu. Zaradi tega je Geneviève še danes zavetnica mesta.